# Liste neolithischer Kulturen in China
Chronologische Liste neolithischer Kulturen in China:

Geografische Lage neolithischer Kulturen in China

| Jahresangaben v. Chr. | Deutscher Name                                                      | Chinesischer Name  | Heutige geografische Bezeichnung                              |
| --------------------- | ------------------------------------------------------------------- | ------------------ | ------------------------------------------------------------- |
| 18000–7000            | Kultur der paläolithischen Fundstellen Xianrendong und Diaotonghuan | 仙人洞、吊桶环遗址 | Kreis Wannian, Shangrao, Jiangxi                              |
| 8500–7700             | Nanzhuangtou-Kultur                                                 | 南莊頭遺址         | Gelber-Fluss-Region im südlichen Hebei                        |
| 7500–6100             | Pengtoushan-Kultur                                                  | 彭頭山文化         | zentrale Jangtse-Region im nordwestlichen Hunan               |
| 7000–5000             | Peiligang-Kultur                                                    | 裴李崗文化         | Yi-Luo-Flussbecken in Henan                                   |
| 6500–5500             | Houli-Kultur                                                        | 後李文化           | Shandong                                                      |
| 6200–5400             | Xinglongwa-Kultur                                                   | 興隆洼文化         | Grenzregion Innere Mongolei / Liaoning                        |
| 6000–5000             | Kuahuqiao-Kultur                                                    | 跨湖桥文化         | Zhejiang                                                      |
| 6000–5500             | Cishan-Kultur                                                       | 磁山文化           | südliches Hebei                                               |
| 5800–5400             | Dadiwan-Kultur                                                      | 大地灣文化         | Gansu und westliches Shaanxi                                  |
| 5500–4800             | Xinle-Kultur                                                        | 新樂文化           | Unterlauf des Liao-Flusses auf der Liaodong-Halbinsel         |
| 5400–4500             | Zhaobaogou-Kultur                                                   | 趙宝溝文化         | Luan-Flusstal in der Inneren Mongolei und im nördlichen Hebei |
| 5300–4100             | Beixin-Kultur                                                       | 北辛文化           | Shandong                                                      |
| 5000–4500             | Hemudu-Kultur                                                       | 河姆渡文化         | Yuyao und Zhoushan, Zhejiang                                  |
| 5000–3000             | Daxi-Kultur                                                         | 大溪文化           | Region um die Drei-Schluchten-Talsperre                       |
| 5000–3000             | Majiabang-Kultur                                                    | 馬家浜文化         | Tai-See-Region und nördlich der Hangzhou-Bucht                |
| 5000–3000             | Yangshao-Kultur                                                     | 仰韶文化           | Henan, Shaanxi, und Shanxi                                    |
| 4700–2900             | Hongshan-Kultur                                                     | 紅山文化           | Innere Mongolei, Liaoning, und Hebei                          |
| 4100–2600             | Dawenkou-Kultur                                                     | 大汶口文化         | Shandong, Anhui, Henan, und Jiangsu                           |
| 3800–3300             | Songze-Kultur                                                       | 崧澤文化           | Tai-See-Region                                                |
| 3400–2250             | Liangzhu-Kultur                                                     | 良渚文化           | Gelber Fluss Delta                                            |
| 3100–2700             | Majiayao-Kultur                                                     | 馬家窯文化         | obere Gelber-Fluss-Region in Gansu und Qinghai                |
| 3100–2700             | Qujialing-Kultur                                                    | 屈家嶺文化         | mittlere Jangtse-Region in Hubei und Hunan                    |
| 3000–2000             | Longshan-Kultur                                                     | 龍山文化           | mittlere und niedere Gelber-Fluss-Region                      |
| 2800–2000             | Baodun-Kultur                                                       | 寶墩文化           | Chengdu-Ebene                                                 |
| 2500–2000             | Shijiahe-Kultur                                                     | 石家河文化         | mittlere Jangtse-Region in Hubei                              |
| 1900–1500             | Yueshi-Kultur                                                       | 岳石文化           | niedere Gelber-Fluss-Region in Shandong                       |